# Campeonato Europeo de Halterofilia de 2013
El XCII Campeonato Europeo de Halterofilia se celebró en Tirana (Albania) entre el 8 y el 14 de abril de 2013 bajo la organización de la Federación Europea de Halterofilia (EWF) y la Federación Albanesa de Halterofilia.
Las competiciones se realizaron en el Palacio de Deportes de la capital albanesa. 

## Medallistas

### Masculino
| Evento          | Oro                                         | Plata                                            | Bronce                                              |
| --------------- | ------------------------------------------- | ------------------------------------------------ | --------------------------------------------------- |
| 56 kg (08.04)   | Oleg Sîrghi Moldavia 116 + 145 = 261        | Asen Muradov Bulgaria 118 + 140 = 258            | Tom Goegebuer · Bélgica · 113 + 135 = 248           |
| 62 kg (09.04)   | Florin Croitoru · Rumania · 135 + 155 = 290 | Stoyan Enev Bulgaria 123 + 155 = 278             | Ghenadie Dudoglu Moldavia 125 + 150 = 275           |
| 69 kg (10.04)   | Oleg Chen · Rusia · 155 + 176 = 331         | Daniel Godelli · Albania · 145 + 180 = 325       | Bernardin Matam Francia 143 + 168 = 311             |
| 77 kg (11.04)   | Dmitri Jomiakov · Rusia · 161 + 190 = 351   | Paul Stoichiță · Rumania · 148 + 186 = 334       | Damian Kuczyński · Polonia · 145 + 185 = 330        |
| 85 kg (12.04)   | Apti Aujadov · Rusia · 173 + 215 = 388      | Ivan Markov Bulgaria 170 + 205 = 375             | Albert Sayajov · Rusia · 165 + 202 = 367            |
| 94 kg (13.04)   | Rinat Kireyev · Rusia · 173 + 216 = 389     | Žygimantas Stanulis · Lituania · 172 + 200 = 372 | Aliaxandr Makaranka · Bielorrusia · 166 + 200 = 366 |
| 105 kg (13.04)  | David Bedzhanian · Rusia · 181 + 230 = 411  | Maxim Sheiko · Rusia · 184 + 220 = 404           | Artūrs Plēsnieks Letonia 175 + 122 = 397            |
| +105 kg (14.04) | Ruslan Albegov · Rusia · 195 + 247 = 442    | Artem Udachyn · Ucrania · 200 + 242 = 442        | Jiří Orság · República Checa · 185 + 237 = 422      |

1. 1 2 3  Arrancada (kg) + dos tiempos (kg) = total olímpico (kg).
2. ↑  Descalificación por dopaje del medallista de plata, el rumano Răzvan Martin.[1]

### Femenino
| Evento         | Oro                                            | Plata                                           | Bronce                                        |
| -------------- | ---------------------------------------------- | ----------------------------------------------- | --------------------------------------------- |
| 48 kg (08.04)  | Genny Pagliaro · Italia · 82 + 99 = 181        | Yana Diachenko · Ucrania · 75 + 89 = 164        | Anaïs Michel Francia 72 + 92 = 164            |
| 53 kg (09.04)  | Yuliya Paratova · Ucrania · 90 + 104 = 194     | Svetlana Cheremshanova · Rusia · 82 + 106 = 188 | Maya Ivanova Bulgaria 81 + 105 = 186          |
| 58 kg (10.04)  | Alena Chychkan · Bielorrusia · 95 + 118 = 213  | Loredana Toma · Rumania · 93 + 117 = 210        | Romela Begaj · Albania · 95 + 112 = 207       |
| 63 kg (11.04)  | Milka Maneva Bulgaria 96 + 121 = 217           | Irina Lepșa · Rumania · 90 + 122 = 212          | Anna Leśniewska · Polonia · 89 + 114 = 203    |
| 69 kg (12.04)  | Oxana Slivenko · Rusia · 112 + 145 = 257       | Nadiya Myroniuk · Ucrania · 105 + 135 = 230     | Alyona Kiriyenko Azerbaiyán 112 + 140 = 252   |
| 75 kg (13.04)  | Nadezhda Yevstiujina · Rusia · 123 + 155 = 278 | Lidia Valentín · España · 120 + 135 = 255       | Małgorzata Wiejak · Polonia · 100 + 116 = 216 |
| +75 kg (14.04) | Sabina Bagińska · Polonia · 101 + 128 = 229    | Hanna Kozenko · Ucrania · 101 + 127 = 228       | Krisztina Magát · Hungría · 96 + 124 = 220    |

1. 1 2 3  Arrancada (kg) + dos tiempos (kg) = total olímpico (kg).
2. ↑  Descalificación por dopaje de la medallista de plata, la bielorrusa Dzina Sazanavets.[2]

## Medallero
| Núm. | País            | Oro | Plata | Bronce | Total |
| ---- | --------------- | --- | ----- | ------ | ----- |
| 1    | Rusia           | 8   | 2     | 1      | 11    |
| 2    | Ucrania         | 1   | 4     | 0      | 5     |
| 3    | Bulgaria        | 1   | 3     | 1      | 5     |
| 4    | Rumania         | 1   | 3     | 0      | 4     |
| 5    | Polonia         | 1   | 0     | 3      | 4     |
| 6    | Bielorrusia     | 1   | 0     | 1      | 2     |
| 6    | Moldavia        | 1   | 0     | 1      | 2     |
| 8    | Italia          | 1   | 0     | 0      | 1     |
| 9    | Albania         | 0   | 1     | 1      | 2     |
| 10   | España          | 0   | 1     | 0      | 1     |
| 10   | Lituania        | 0   | 1     | 0      | 1     |
| 12   | Francia         | 0   | 0     | 2      | 2     |
| 13   | Azerbaiyán      | 0   | 0     | 1      | 1     |
| 13   | Bélgica         | 0   | 0     | 1      | 1     |
| 13   | Hungría         | 0   | 0     | 1      | 1     |
| 13   | Letonia         | 0   | 0     | 1      | 1     |
| 13   | República Checa | 0   | 0     | 1      | 1     |
|      | TOTAL           | 15  | 15    | 15     | 45    |